# Walter Pfeiffer
Walter Pfeiffer (Zúric, 1946) és un fotògraf suís. Walter Pfeiffer ha estat produint des de principis de 1970. Els seus retrats d'amics, amants i joves que l'envoltava a ciutats com Zúric, París i Nova York el farien conèixer altres fotògrafs de la dècada, com Nan Goldin i Nobuyoshi Araki. La seva primera publicació va ser al final de la dècada de 1970, amb el volum Walter Pfeiffer: 1970-1980 (Elke Betzel, 1980). Les dues dècades següents les va passar en relativa foscor, produint les seves fotos i algims vídeos i retornant a la pintura. L'avanç i el redescobriment de la seva obra haurien d'esperar fins al començament del segle, amb la publicació de Welcome Aboard, Photographs 1980-2000 (Patrick Frey/Scab, 2001). Llavors, el seu treball es va associar amb la reactivació de la fotografia realista en la dècada de 1990 i principis de 2000, amb artistes com Wolfgang Tillmans, Ryan McGinley, Slava Mogutin, Heinz Peter Knes i Jack Pierson. S'ha destacat la seva influència en el treball de fotògrafs com Juergen Teller. Des de llavors, Walter Pfeiffer ha col·laborat amb revistes internacionals tan diversos en estil i audiència com i-D, Butt i Vogue.

## Llibres
- Walter Pfeiffer: 1970-1980 (Elke Betzel, 1980).
- The eyes, the thoughts, ceaselessly wandering (Nachbar der Welt, 1986).
- Welcome Aboard, Photographs 1980-2000 (Edition Patrick Frey/Scab, 2001).
- Night and Day (Hatje Cantz, 2007).
- Walter Pfeiffer: In Love with Beauty (Steidl, 2009).
- Cherchez la femme! (2009).